# Județul Brăila
Brăila este un județ în regiunea Muntenia din România. Se învecinează la nord cu județele Vrancea și Galați, la est cu județul Tulcea, la sud cu județele Constanța și Ialomița și la vest cu județul Buzău. Județul este administrat de Consiliul Județean Brăila, iar Brăila este municipiul reședință.

## Așezare geografică și limite
Județul Brăila este situat în partea de est a țării, în unitatea numită Câmpia Română. Prin suprafața sa de 4765,8 km², reprezintă 2% din suprafața țării, fiind un județ de mărime mijlocie. Reședința județului este Municipiul Brăila, situat la 200 de km nord-est față de București.
Județul Brăila se învecinează la nord cu Județul Galați, la est cu Județul Tulcea, la sud-est cu Județul Constanța, la sud cu Județul Ialomița, la vest cu Județul Buzău și la nord-vest cu Județul Vrancea.
Această poziționare geografică este avantajoasă, deoarece condițiile naturale și proximitățile sunt prielnice dezvoltării economice și sociale. Relieful și clima favorizează locuirea, iar pe solurile fertile se practică o agricultură bogată. Dunărea deține cantități mari de apă și adăpostește numeroase viețuitoare. Apropierea de mare și de capitală înlesnește legăturile cu întreaga țară și cu Europa. Toate aceste elemente conferă Brăilei accesibilitate și deschiderea către întreaga țară.

## Relieful
În ciuda faptului că este dominat de câmpie, relieful Județului Brăila este divers și interesant. Peste întinsa Câmpie a Bărăganului numeroase forme se constituie în relief: mici movile, adâncituri care păstrează apa, dune de nisip, largi confluențe ale râurilor, meandre, ostroave, grinduri. Ele conferă acestor ținuturi unicitate și un farmec aparte.
Fluviul Dunărea și râurile care străbat teritoriul județului au cea mai mare importanță în desfășurarea reliefului. În primul rând, Dunărea, întrucât valea fluviului impune, în teritoriu, doua unități deosebite: câmpia în partea vestică și Balta Brăilei, în partea de est; apoi râurile, pentru ca ele delimitează subunitățile în cadrul câmpiei și pentru că în lungul lor se formează lunci.

### Zona de câmpie
Teritoriul situat la vest de Dunăre, reprezintă cea mai mare parte din întinderea județului. Pe această întindere, relieful de câmpie este, în general, neted, întrerupt de movile, văi și lacuri. Râurile care delimitează această zonă sunt Siretul, Buzăul și Călmățuiul.
- Siretul curge în partea de nord a județului, formând o câmpie joasă ce se lărgește în partea de vest, unde atinge o lățime de aproape 20 de km la confluența cu Buzăul. Această unitate, numită Câmpia Siretului Inferior este cea mai joasă câmpie a țării, având, în partea vestică înălțimi foarte joase.
- Buzăul curge în partea de nord-vest a județului, printr-o luncă joasă, numită Câmpia Buzăului. Aceasta se prezintă ca un culoar nisipos, larg de 3–5 km, pe care Buzăul a creat multe grinduri și albii părăsite.
- Călmățuiul curge în partea de sud a județului și formează, în lungul său, o câmpie nisipoasă, care face parte din Bărăganul Ialomiței. Aceasta este mai înalta decât luncile formate în lungul Siretului și al Buzăului și cuprinde în sud Câmpul Mohreanu, unde se află cele mai mari înălțimi din județ (60 m) și Câmpia Roșiori, cu nisipuri cultivate.

În partea centrală a județului, între Lunca Dunării, a Siretului a Buzăului și a Călmățuiul se desfășoară Câmpia Brăilei.  În partea centrală a acesteia există o zonă mai joasă, ca o vale seacă, largă de aproape 3 km, în care se presupune ca ar fi curs în vremuri îndepărtate un braț al Dunării. Această vale, care mai este numită și Burduful Iancăi, desparte Câmpia Brăilei în doua sectoare:
- Sectorul estic ce cuprinde Câmpul Viziru;
- Sectorul vestic ce cuprinde Câmpul Gemenele, Câmpul Ianca și Câmpul Mircea Vodă.

### Balta Brăilei
Balta Brăilei, în estul județului, este teritoriul cuprins între cele doua brațe principale ale Dunării. Ea începe de la bifurcația Dunării de la nord de Giurgeni și se desfășoară până la confluența celor două brațe în aval de Brăila. Acest teritoriu foarte jos a fost cândva mlăștinos, asemănător cu Delta Dunării. În secolul trecut, el a fost desecat, îndiguit și transformat într-un uscat care poartă numele de Insula Mare a Brăilei.
- Insula Mare a Brăilei are o lungime medie de 60 de km și o lățime de până la 20 de km. După desecare, ea a devenit teren agricol, dar pentru transformarea băltii în uscat a fost necesară o luptă aprigă cu apele Dunării. Astfel, au fost înălțate diguri pe o lungime totală de 117 km, a fost pompată apa din interior și au fost construite canale de irigații. Insula a devenit unul dintre cele mai productive terenuri agricole din țară, dar peisajul natural a fost înlocuit cu unul artificial, mediul a fost modificat în profunzime, iar istoria acestei transformări este marcată de chinuri și nedreptăți.

În brațul vestic al Dunării, apele se despletesc în mai multe cursuri secundare, ce închid, în interior, un teritoriu inundabil, cunoscut sub numele de Insula Mică a Brăilei.
- Insula Mică a Brăilei ocupă o suprafață mult mai restrânsă decât Insula Mare, desfașurându-se între cursul principal și brațele Dunării, de la bifurcația Giurgeni-Vadu Oii și până la sud de Brăila, la confluența brațului Cravia cu Dunărea. Insula Mica păstrează peisajul natural, care este foarte asemănător cu Delta Dunării și este protejat, arealul fiind declarat parc natural.

Județul Brăila - evoluția demografică

Date: Recensăminte sau birourile de statistică - grafică realizată de Wikipedia

## Politică și administrație
Județul Brăila este administrat de un consiliu județean format din 30 consilieri. În urma alegerilor locale din 2024, consiliul este prezidat de Francisk-Iulian Chiriac[*] de la PSD, iar componența politică a Consiliului este următoarea:
|  | Partid                          | Consilieri | Componența Consiliului | Componența Consiliului | Componența Consiliului | Componența Consiliului | Componența Consiliului | Componența Consiliului | Componența Consiliului | Componența Consiliului | Componența Consiliului | Componența Consiliului | Componența Consiliului | Componența Consiliului | Componența Consiliului | Componența Consiliului | Componența Consiliului | Componența Consiliului | Componența Consiliului | Componența Consiliului |
|  | ------------------------------- | ---------- | ---------------------- | ---------------------- | ---------------------- | ---------------------- | ---------------------- | ---------------------- | ---------------------- | ---------------------- | ---------------------- | ---------------------- | ---------------------- | ---------------------- | ---------------------- | ---------------------- | ---------------------- | ---------------------- | ---------------------- | ---------------------- |
|  | Partidul Social Democrat        | 18         |                        |                        |                        |                        |                        |                        |                        |                        |                        |                        |                        |                        |                        |                        |                        |                        |                        |                        |
|  | Partidul Național Liberal       | 8          |                        |                        |                        |                        |                        |                        |                        |                        |                        |                        |                        |                        |                        |                        |                        |                        |                        |                        |
|  | Alianța pentru Unirea Românilor | 4          |                        |                        |                        |                        |                        |                        |                        |                        |                        |                        |                        |                        |                        |                        |                        |                        |                        |                        |

## Economie
Economia județului este predominată de agricultură, datorită terenului arabil. Industria este concentrată în întregime în reședința Brăila
Industriile predominante sunt:
•Industria alimentară
•Industria textilă
•Industria componentelor mecanice
Brăila, are un port important de cereale pe Dunăre, odată cel mai mare din țară.
Județul este axat spre dezvoltare urbană cu fonduri europene, există și turism în Brăila, cu mai multe persoane vizitând reședința sau stațiunea Lacu Sărat.

## Demografie
Conform  recensământului din 2021, județul a înregistrat 281.452 de locuitori (locul 32 din România). În scădere față de cel din 2011, când fuseseră înregistrați 304.925 de locuitori.
O majoritate din locuitori trăiesc în medii urbane (172.533) iar restul (108.919) în medii rulare.
Municipiul și reședința 
Brăila are o populație de 156.686 locuitori, de asemenea în scădere. Cea mai mare extindere a populației a județului a fost în 1992, când avea 392.069 de locuitori.
85,07% din populație se identifică ca Români (239.436 loc.)
2,64% din populație se identifică ca Roma (7.435 loc.)
Iar pentru 11,45% din locuitori nu se cunoaște aparența etnică (32.248 loc.)

## Organizarea administrativ-teritorială

### Evoluția istorică a organizării administrativ-teritoriale
De-a lungul istoriei organizarea administrativă a județului a cunoscut o evoluție sinuoasă, trecând prin mai multe reorganizări a unităților administrativ-teritoriale componente. Județul Brăila este menționat pentru prima dată în anul 1481, într-un hrisov a lui Ștefan cel Mare. Județul dispare ca entitate administrativă la 1540, odată cu înființarea raialei Brăilei de către Imperiul Otoman, satele componente care au rămas în afara raialei fiind înglobate în județul județul Slam Râmnic.

#### Perioada 1829-1864
Județul Brăila se reînființează ca entitate administrativă distinctă a Țării Românești după pacea de la Adrianopol din 1829, când raiaua Brăilei se desființează. Nou creatul județ ocupa teritoriul fostei raiale și avea 49 de sate și cătune, fiind cel mai mic județ al Țării Românești.(, p 88) În 1831 localitățile județului erau grupate grupate în două plăși: Plasa Vădeni cu 21 de sate și Plasa Bălții cu 18 de sate.()
Localitățile existente , conform unei hărți din 1835, a Statului Major al Armatei Ruse, erau următoarele:(,  pp 216–217)
| - Arama - Baldovinești - Brăila - Cazasu - Chetroiu - Chiscani - Chiortu - Ciuciu - Corăbeți - Cosor | - Cuptora - Earba Dulci - Frumosița - Frumoșica - Grăpeni - Gropeni - Hagi-Căpitan - Ibis-Romul - Ib-Oglu - Ignita | - Imina - Imirult - Ismina (Mustafa-Efendi) - Mola - Muftiu - Muguroaea - Nazâr - Odaia Pașii - Omer-Fulghi - Osman Aga | - Peceneaga - Pelivani - Piscu Brăilii - Pârlita - Râmna - Satu Nou - Scorțari - Selistrarul - Tătarii - Tichilești | - Titcov - Titcovul Mic - Tâmpul - Tufești - Turcoae - Valea Cânipii - Vădeni - Vărsătura - Viziru |

În afara acestor localități mai sunt menționate și alte localități de pe teritoriul actual al județului, fiind incluse la acel moment în județul Slam Râmnic, dintre care menționăm: Batogu, Băligoși sau Slobodziea Cireșului, Cereș (Cireșu), Cheiboșești,(Chioibășești), Chichineț, Cotu Lung, Dedulești, Dudescu, Gradești (Gradiștea), Gura Călmățuiului, Gura Gârluța, Ianca, Jirleu, Lacu Rezii, Măcsineni, Maralui (Maraloiu), Moara Osman Ceauș, Perișoara (Perișoru), Puțentei sau Ciocela (Ciocile), Rublea (Rubla), Sălcii, Stanca, Șuțu, Ulmu, Vadu Vizirului, Vlad, Zavoaiea (Slujitorii Albotești), etc.(,  pp 262–264)
De asemenea câteva localități, cum ar fi Făurei, Surdila, Călmățui, etc. erau incluse în județul Buzău.(,  pp 217–219)

#### Perioada 1864-1925

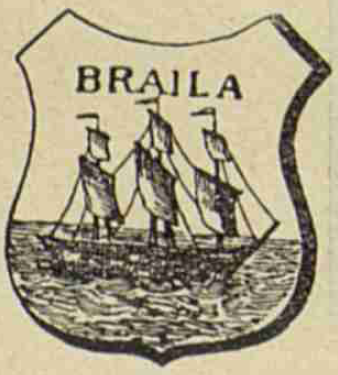
Stema Județului Brăila 1864-1918

În anul 1864, domnitorul Alexandru Ioan Cuza dă prima lege de organizare administrativ-teritorială modernă a teritoriului României. Legea prevedea împărțire țării în 33 de județe, având ca subdiviziuni plășile și comunele (urbane și rurale). Județele și comunele erau investite cu personalitate juridică și cu organe deliberative și executive: consiliul județean și prefectul (acesta din urmă ca reprezentant al guvernului în teritoriu), respectiv consiliul comunal și primarul (în calitate de reprezentant al guvernului în teritoriu). Plășile erau simple subdiviziuni ale județelor, fără personalitate juridică, conduse de subprefecți, cu atribuții de supraveghere și control asupra autorităților comunale.
Județul Brăila a fost organizat pe o comună urbană și două plăși, având în compunere 52 de comune rurale (organizare care va rămâne practic neschimbată până la primul război mondial), astfel:
- comuna urbană Brăila
- Plasa Balta cu 29 de comune: Batogu, Bertesci-de-Jos, Bertesci-de-Sus, Bordeiul-Verde, Chichinețu, Ceacâru, Ciocile, Cioara-Doicesci, Cioara Radu-Vodă, Colțea, Dudescu, Filiu, Fleașca, Gropeni, Ionesci-Berlesci, Însurăței, Jugureanu, Lacu-Rezi, MihaI-Bravu, Pârlita, Roșiorii, Rușețu, S1obozia-Cireșu, Slujitori-Albotesci, Stăncuța, Strâmbu, Tătaru, Ulmu și Viziru.
- Plasa Vădeni cu 23 de comune: Cazasu, Chiscani, Cotu-Lung, Dedulesci, Filipesci, Gurgueți, Ianca, Islaz, Latinu, Movila-Miresei, Osmanu, Perișoru, Romanu, Scorțaru-Nou, Scortaru-Vechiu, Surdila-Gäiseanca, Surdila-Greci, Șuțesci, Tichilesci, Tudor-Vladimirescu, Urleasca, Vădeni și Valea-Cânepei.[5]

În anii 1920, județul era împărțit în patru plăși:
1. Plasa Călmățui (cu reședința la Făurei),
2. Plasa Ianca (cu reședința la Ianca),
3. Plasa Silistraru (cu reședința la Silistraru) și
4. Plasa Viziru (cu reședința la Viziru).

Ulterior a fost desființată Plasa Călmățui și au fost înființate alte două plăși noi:
1. Plasa I.I.C. Brătianu (cu reședința la Făurei) și
2. Plasa Vădeni (cu reședința la Vădeni).

#### Perioada 1925-1938

##### Populație
Conform datelor recensământului din 1930 populația județului era de 219.831 de locuitori, din care: 89,4% români, 3,1% evrei, 2,2% greci, 0,7% maghiari, 0,6% ruși ș.a. Din punct de vedere confesional 93,6% erau ortodocși, 3,3% mozaici, 1,2% romano-catolici ș.a.
Mediul urban
În anul 1930 populația urbană a județului era de 68.347 locuitori, dintre care 75,4% români, 9,7% evrei, 6,7% greci, 1,7% maghiari, 1,6% ruși ș.a. Ca limbă maternă domina în mediul urban româna (82,6%), urmată de greacă (5,8%), idiș (4,8%), rusă (1,9%), maghiară (1,5%) ș.a. Din punct de vedere confesional orășenimea era alcătuită din 84,4% ortodocși, 10,4% mozaici, 3,2% romano-catolici ș.a.

#### Perioada 1938-1940
Județul este integrat în noul Ținut Galați, vezi secțiunea Ținuturile Regatului României.

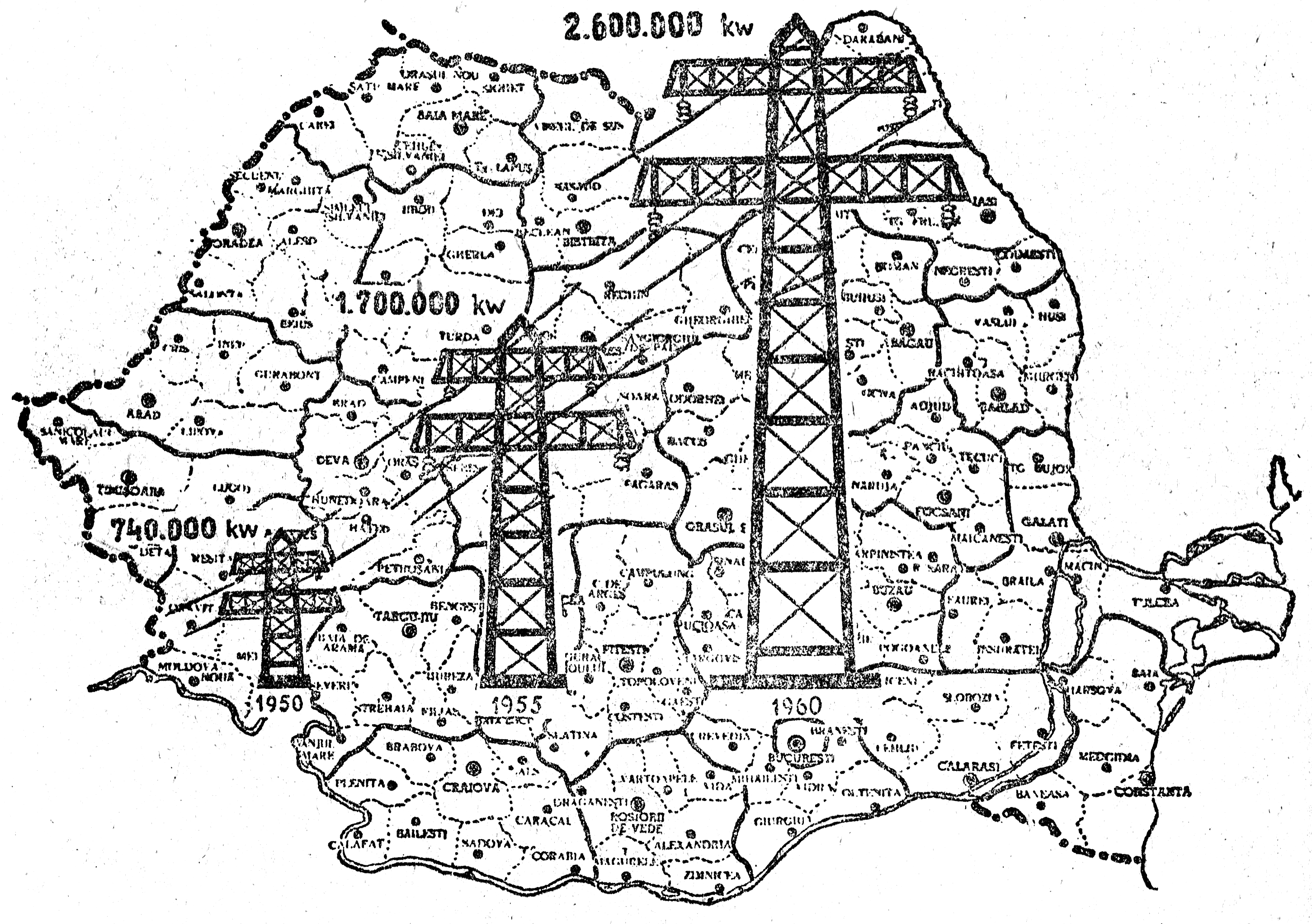
Organizarea administrativă a Republicii Populare Române - 1952

#### Perioada 1940-1950
Județul Brăila redevine entitate administrativ teritoriala de sine stătătoare, până la noua organizare teritorială pe regiuni din 1950.

#### Perioada 1950-1967
Entitatea administrativ teritorială Brăila este încorporată în Regiunea Galați, vezi secțiunea Regiunile Republicii Populare Române.

### Diviziuni administrative
Județul este format din 44 unități administrativ-teritoriale: 1 municipiu, 3 orașe și 40 de comune.
Lista de mai jos conține unitățile administrativ-teritoriale din județul Brăila.
| Stemă              | Nume               | Tip de localitate            | Populație          | Imagine            |
| Municipii și orașe | Municipii și orașe | Municipii și orașe           | Municipii și orașe | Municipii și orașe |
| ------------------ | ------------------ | ---------------------------- | ------------------ | ------------------ |
|                    | Brăila             | municipiu reședință de județ | 180.302            |                    |
|                    | Făurei             | oraș                         | 3.592              |                    |
|                    | Ianca              | oraș                         | 10.343             |                    |
|                    | Însurăței          | oraș                         | 6.528              |                    |
| Comune             |                    |                              |                    |                    |
|                    | Berteștii de Jos   | comună                       | 3.110              |                    |
|                    | Bordei Verde       | comună                       | 2.654              |                    |
|                    | Bărăganul          | comună                       | 3.062              |                    |
|                    | Cazasu             | comună                       | 2.939              |                    |
|                    | Chiscani           | comună                       | 5.340              |                    |
|                    | Ciocile            | comună                       | 2.802              |                    |
|                    | Cireșu             | comună                       | 3.106              |                    |
|                    | Dudești            | comună                       | 3.613              |                    |
|                    | Frecăței           | comună                       | 1.344              |                    |
|                    | Galbenu            | comună                       | 3.168              |                    |
|                    | Gemenele           | comună                       | 1.819              |                    |
|                    | Gropeni            | comună                       | 3.296              |                    |
|                    | Grădiștea          | comună                       | 2.308              |                    |
|                    | Jirlău             | comună                       | 3.059              |                    |
|                    | Mircea Vodă        | comună                       | 3.167              |                    |
|                    | Movila Miresii     | comună                       | 4.051              |                    |
|                    | Mărașu             | comună                       | 2.913              |                    |
|                    | Măxineni           | comună                       | 3.310              |                    |
|                    | Racovița           | comună                       | 1.149              |                    |
|                    | Romanu             | comună                       | 1.782              |                    |
|                    | Roșiori            | comună                       | 2.808              |                    |
|                    | Râmnicelu          | comună                       | 2.074              |                    |
|                    | Salcia Tudor       | comună                       | 2.563              |                    |
|                    | Scorțaru Nou       | comună                       | 1.261              |                    |
|                    | Siliștea           | comună                       | 1.638              |                    |
|                    | Stăncuța           | comună                       | 3.464              |                    |
|                    | Surdila-Greci      | comună                       | 1.505              |                    |
|                    | Surdila-Găiseanca  | comună                       | 2.501              |                    |
|                    | Tichilești         | comună                       | 3.864              |                    |
|                    | Traian             | comună                       | 3.339              |                    |
|                    | Tudor Vladimirescu | comună                       | 2.107              |                    |
|                    | Tufești            | comună                       | 5.226              |                    |
|                    | Ulmu               | comună                       | 3.877              |                    |
|                    | Unirea             | comună                       | 2.399              |                    |
|                    | Victoria           | comună                       | 3.721              |                    |
|                    | Viziru             | comună                       | 5.906              |                    |
|                    | Vișani             | comună                       | 2.495              |                    |
|                    | Vădeni             | comună                       | 4.127              |                    |
|                    | Zăvoaia            | comună                       | 3.152              |                    |
|                    | Șuțești            | comună                       | 4.428              |                    |